# Konvencija Vijeća Europe o sprečavanju i borbi protiv nasilja nad ženama i nasilja u obitelji
Konvencija Vijeća Europe o sprečavanju i borbi protiv nasilja nad ženama i nasilja u obitelji međunarodni je ugovor sastavljen pod okriljem Vijeća Europe koji je potpisan 11. svibnja 2011. u Istanbulu, zbog čega je poznat još i kao Istanbulska konvencija. Konvencija ima za cilj sprječavanje nasilja, zaštitu žrtava i "okončavanje nekažnjivosti počinitelja". Do siječnja 2018. godine potpisalo ju je 46 država te Europska unija. Turska je 12. ožujka 2012. postala prva država koja je ratificirala Konvenciju, a slijede Albanija, Andora, Austrija, Belgija, Bosna i Hercegovina, Cipar, Crna Gora, Danska, Estonija, Finska, Francuska, Grčka, Gruzija, Hrvatska, Island, Italija, Makedonija, Malta, Monako, Nizozemska, Njemačka, Norveška, Poljska, Rumunjska, Portugal, San Marino, Srbija, Slovenija, Španjolska, Švedska i Švicarska koje su to učinile od 2013. do svibnja 2018. godine. Konvencija je stupila na snagu 1. kolovoza 2014.
Provedbu Konvencije nadzire neovisno tijelo stručnjaka nazvano GREVIO (eng. Group of Experts on Action against Violence against Women and Domestic Violence, hrv. Skupina stručnih osoba za djelovanje protiv nasilja nad ženama i nasilja u obitelji). GREVIO objavljuje izvješća u kojima ocjenjuje zakonodavne i druge mjere kojima potpisnice provode Konvenciju. Prema članku 66., GREVIO se sastoji od 10 do 15 članova, ovisno o broju potpisnica, a sami članovi moraju biti državljani neke države-potpisnice.
U ime Republike Hrvatske, Konvencija je potpisana 22. siječnja 2013., no ista nije bila ratificirana nekoliko godina. Kao razlog navodila su se značajna novčana sredstva koja država potpisnica mora izdvojiti u svrhu primjene svih odredaba Konvencije. Premijer Andrej Plenković je 25. studenoga 2016. izjavio da će “Vlada Republike Hrvatske, odnosno ministrica za demografiju, obitelj, mlade i socijalnu politiku Nada Murganić, što skorije pokrenuti postupak ratifikacije Konvencije u Hrvatskom saboru”. Rasprava o Konvenciji održana je 22. ožujka 2018. godine na 86. sjednici Vlade Republike Hrvatske. Konvencija je jednoglasno podržana, nakon čega Vlada upućuje prijedlog zakona o potvrđivanju Konvencije Hrvatskom saboru. Vlada je u zakon o potvrđivanju Konvencije ugradila i prijedlog interpretativne izjave u kojoj se navodi da je Konvencija u skladu s Ustavom Republike Hrvatske. Hrvatski sabor ratificirao je Konvenciju 13. travnja 2018. godine. Za ratifikaciju je glasalo 110 zastupnika, 30 protiv, a dva su bila suzdržana. Konvencija je u Hrvatskoj stupila na snagu 1. listopada 2018. godine.
U vremenu do ratifikacije Konvencije, u Republici Hrvatskoj su, a i u nekim drugim zemljama nastali društveni prijepori: dio javnosti iznosio je kako je Istanbulska konvencija borbu za suzbijanje nasilja nad ženama iskoristila za pronos ideja i definicija koje ti krugovi nazivaju rodna ideologija, dok je dio javnosti nijekao takve optužbe pozivajući se na razdvojenost spola i roda te ističući da se pojam rodnoga identiteta već javlja u hrvatskom zakonodavstvu, na primjer u Zakonu o suzbijanju diskriminacije.

## Povijest
Vijeće Europe poduzelo je niz inicijativa za promicanje zaštite žena od nasilja od 1990-ih. Ove su inicijative između ostaloga rezultirale usvajanjem Preporuke Vijeća Europe Rec (2002)5 Odbora ministara državama članicama o zaštiti žena od nasilja 2002 i pokretanjem Europske kampanje za suzbijanje nasilja nad ženama, uključujući obiteljsko nasilje, između 2006 i 2008. Parlamentarna skupština Vijeća Europe također je zauzela čvrst politički stav protiv svih oblika nasilja nad ženama. Usvojila je brojne rezolucije i preporuke koje pozivaju na zakonski obvezujuće standarde o sprečavanju, zaštiti protiv te kaznenom progonu najtežih i raširenih oblika rodno uvjetovanog nasilja.
Nacionalna izvješća, studije i ankete otkrile su veličinu problema u Europi. Kampanja je pokazala veliku varijaciju između Europskih država u njihovim odgovorima na nasilje nad ženama i nasilju u obitelji. Stoga se potreba za usklađivanjem pravnih standarda kako bi se osiguralo da žrtve imaju koristi od iste razine zaštite svugdje u Europi postala očita. Ministri pravosuđa država članica Vijeća Europe počeli su raspravljati o potrebi jačanja zaštite od nasilja u obitelji, posebice od nasilja intimnog partnera.
Vijeće Europe odlučilo je da je potrebno postaviti sveobuhvatne standarde za sprječavanje i borbu protiv nasilja nad ženama i nasilja u obitelji. U prosincu 2008. Odbor ministara osnovao je stručnu skupinu koja je bila ovlaštena pripremiti nacrt konvencije. Tijekom nešto više od dvije godine, ova skupina, nazvana CAHVIO (Ad Hoc Committee for preventing and combating violence against women and domestic violence iliti Ad Hoc Odbor za prevenciju i suzbijanje nasilja nad ženama i nasilju u obitelji), izradila je nacrt teksta konvencije. U kasnijoj fazi izrade konvencije, Ujedinjeno Kraljevstvo, Italija, Rusija i Sveta Stolica predložile su nekoliko izmjena kako bi ograničile zahtjeve Konvencije. Amnesty International kritizirao je ove izmjene. Konačni nacrt konvencije izrađen je u prosincu 2010.

## Usvajanje, potpisivanje i ratifikacija
Konvenciju je usvojio Odbor ministara Vijeća Europe 7. travnja 2011. Otvorena je za potpisivanje 11. svibnja 2011. povodom 121. zasjedanja Odbora ministara u Istanbulu. Konvencija je stupila na snagu nakon desete ratifikacije, od kojih je osam trebalo biti od strane država članica Vijeća Europe. Od prosinca 2015., konvenciju je potpisalo 39 država, nakon čega je uslijedila ratifikacija od strane osam država Vijeća Europe: Albanije, Austrije, Bosne i Hercegovine, Italije, Crne Gore, Portugala, Srbije i Turske. Kasnije te godine ratificirale su je Andora, Danska, Francuska, Malta, Monako, Španjolska i Švedska, 2015. Slovenija, Finska, Poljska i Nizozemska, 2016. San Marino, Belgija i Rumunjska, a do rujna 2017. Gruzija i Norveška. Države koje su ratificirale Konvenciju pravno su vezane njezinim odredbama nakon što ista stupi na snagu.

## Glavne odredbe
Istanbulska konvencija prvi je pravno obvezujući instrument koji "stvara sveobuhvatni pravni okvir i pristup borbi protiv nasilja nad ženama". Usmjerena je na sprečavanje nasilja u obitelji, zaštitu žrtava i procesuiranje optuženih prekršitelja. Konvencija definira nasilje nad ženama kao kršenje ljudskih prava i oblik diskriminacije (čl.3 (a)). Države potpisnice bi trebale primijeniti due diligence prilikom sprečavanja nasilja te kako bi zaštitile žrtve i kazneno gonile počinitelje (članak 5.). Konvencija također sadrži definiciju roda: u smislu Konvencije, rod je definiran u članku 3 (c) kao "društveno izgrađene uloge, ponašanja, aktivnosti i atributi koje određeno društvo smatra primjerenim za žene i muškarce". Nadalje, Konvencija uspostavlja niz kaznenih djela karakterističnih kao nasilje nad ženama. Države koje ratificiraju Konvenciju moraju kriminalizirati više prekršaja, uključujući: psihološko nasilje (članak 33.); uhođenje (članak 34); fizičko nasilje (čl.35); seksualno zlostavljanje, uključujući i silovanje (odnosi se na sve oblike nesuglasnog seksualnog odnosa) (čl.36); prisilni brak (čl.37); žensko obrezivanje (čl.38); prisilni pobačaja i/ili sterilizaciju (čl.39). Konvencija navodi da seksualno uznemiravanje mora biti podvrgnuto "kaznenoj ili drugoj zakonskoj sankciji" (čl. 40). Konvencija također uključuje članak koji se odnosi na zločine počinjene u ime "časti" (čl. 42).

## Struktura
Konvencija sadrži 81 članak odijeljen u 12 poglavlja. Njezina struktura slijedi strukturu najnovijih konvencija Vijeća Europe. Struktura se temelji na "četiri Ps": sprečavanju, zaštiti i podršci žrtvama, kaznenom progonu prekršitelja i integriranim politikama. Svako područje predviđa niz specifičnih mjera. Konvencija također utvrđuje obveze vezane uz prikupljanje podataka i podupiranje istraživanja na području nasilja nad ženama (čl. 11).
U Preambuli se poziva na Europsku konvenciju o ljudskim pravima, Europsku socijalnu povelju i Konvenciju o suzbijanju trgovanja ljudima, kao i na međunarodne ugovore o ljudskim pravima Ujedinjenih naroda i Rimski statut Međunarodnoga kaznenog suda. 
U članku 1. deklarira kao svrha Konvencije. U 5 točaka (a.-e.) se deklariraju različiti aspekti zaštite žena: sprječavanje nasilja nad ženama i nasilja u obitelji, suzbijanje diskriminacije žena; izgradnja sustava mjera za zaštitu žrtava nasilja nad ženama i nasilja u obitelji; promicanje međunarodne suradnje radi suzbijanja nasilja nad ženama i nasilja u obitelji; te daljnja izgradnja institucija nadležnih za suzbijanje nasilja nad ženama i nasilja u obitelji.
U članku 2., ova Konvencija ukazuje na to da se odredbe primjenjuju u vrijeme mira, kao i tijekom oružanih sukoba u slučaju nasilja nad ženama i nasilja u obitelji. 
Članak 3. Konvencije definira ključne pojmove:
- nasilje nad ženama - predstavlja "kršenje ljudskih prava i oblik diskriminacije žena i podrazumijeva sve postupke na temelju spola koji dovode ili bi mogli dovesti do do tjelesne, seksualne, psihološke ili ekonomske štete ili patnje žene uključujući prijetnje takvim djelima, prisiljavanje ili samovoljno lišavanje slobode, bilo da se događa u javnom ili privatnom životu",

- nasilje u obitelji - "sva djela tjelesnog, seksualnog, psihološkog ili gospodarskog nasilja koje se javljaju u obitelji, domaćinstvu ili između bivših ili sadašnjih supružnika ili partnera, bez obzira na to da li počinitelj dijeli prebivalište sa žrtvom ili ne",

- rod -"društveno izgrađene uloge, ponašanja, aktivnosti i atributi koje određeno društvo smatra prikladnim za žene i muškarce",

- rodno uvjetovano nasilje nad ženama - "nasilje koje je usmjereno protiv žene jer je žena ili koja nerazmjerno utječe na žene".

Člankom 4. zabranjuje se nekoliko vrsta diskriminacije: Primjena odredbi ove Konvencije od strane država potpisnica, posebice mjera zaštite prava žrtava, osigurana je bez diskriminacije na bilo kojem temelju, kao što su spol, rod, rasa, boja kože, jezik, političko ili drugo mišljenje, nacionalno ili socijalno podrijetlo, udruživanje s nacionalnom manjinom, imovina, rođenje, seksualne orijentacije, rodni identitet, dob, zdravstveno stanje, invalidnost, bračno stanje, status migranta ili izbjeglice ili drugi status.

## Pojam roda
Istanbulska konvencija prvi put u međunarodnome ugovoru određuje pojam roda, koji se u tekstu Konvencije spominje u 24 navrata. Tako u stavci c članka 3. rod određuje sljedećim riječima:
»"Rod" označava društveno oblikovane uloge, ponašanja, aktivnosti i osobine koje određeno društvo smatra prikladnima za žene i muškarce.«
Ta se odredba upotpunjuje i odvojenošću spola i roda prisutnoj u stavki 3 članka 4:
»Stranke  će  osigurati  provedbu  odredaba  ove  Konvencije, a osobito mjera za zaštitu prava žrtava, bez diskriminacije  po bilo kojoj osnovi kao što su spol, rod, rasa, boja  kože, jezik, vjera, političko ili drugo uvjerenje, nacionalno ili socijalno podrijetlo, pripadnost nacionalnim manjinama, imovinsko stanje, rođenje, seksualna orijentacija, rodni  identitet, dob, zdravstveno  stanje, invaliditet, bračno  stanje, migrantski, izbjeglički ili drugi status.«

## Ustavno-pravno nadilaženje
Konvencija u članku 6 navodi sljedeće:
»Stranke će uključiti rodne perspektive u provedbu i procjenu učinka odredaba ove  Konvencije  te  promicati  učinkovitu  provedbu politika ravnopravnosti žena i muškaraca te osnaživanje žena.«

Time se jasno i nedvosmisleno zahtijeva od stranaka (država potpisnica) Konvencije uvođenje "rodne perspektive" u politiku provođenja Konvencije, samim time što je Konvencija sastavljena na načelu "sve ili ništa" pojašnjenom u članku 78:
»Nikakve rezerve ne mogu se staviti u pogledu bilo koje odredbe ove Konvencije, osim iznimaka predviđenih u stavcima 2. i 3.«
Prema čl. 78, stranka ne može birati hoće li potpuno ili samo djelomično i koje će dijelove Konvencije implementirati u svoj zakonski i pravni okvir, čime se stranke obvezuje na dosljedno provođenje svih članaka Konvencije i njihovo uključivanje u zakonodavstvo.

## Prijepori
Konvencija na više mjesta koristi termin "rod", a u čl. 3. daje i definiciju tog termina, kao i definiciju termina "rodno uvjetovano nasilje nad ženama". U toč. 43. Pojašnjavajućeg izvješća se pojašnjava: "...priređivači Nacrta smatrali su da je važno definirati termin “rod”. U kontekstu ove Konvencije termin rod, temeljen na dvama spolovima, muškom i ženskom, pojašnjava da postoje i društveno konstruirane uloge, ponašanja, aktivnosti i atributi koje određeno društvo smatra primjerenim za žene i muškarce. Istraživanja su pokazala da određene uloge ili stereotipi proizvode neželjene ili štetne prakse i pridonose da se nasilje nad ženama smatra prihvatljivim. Kako bi se prevladale takve rodne uloge, članak 12 (1) uokviruje iskorjenjivanje predrasuda, običaja, tradicija i ostalih praksi koje se temelje na ideji inferiornosti žena ili na stereotipnim rodnim ulogama... Termin “rod” prema ovoj definiciji nije zamišljen kao zamjena za termine 'žena' i 'muškarac' koji se rabe u Konvenciji."
Također se ukazuje da Konvencija o sprječavanju i borbi protiv nasilja nad ženama i nasilja u obitelji promovira i interesa i prava LGBT zajednice, što se iz redova te zajednice i potvrđuje.
Neki kritičari u hrvatskom društvu - tipično povezani uz Katoličku Crkvu - nalaze da nisu svi stereotipi o ulogama dvaju spolova žena nužno loši i da ne proizvode sve kulturalno prihvaćene razlike u spolovima neželjene ili štetne prakse. 
Zbog razloga kakvoga kritičari Istanbulske konvencije iznose i u Hrvatskoj, pokrenula je vlada Poljske inicijativu za istup te zemlje iz Konvencije, nakon čega je na europskoj razini organiziran napor da se odgovori poljsku vladu od takve ideje.
Dana 15. prosinca 2017. godine na Markovu trgu održan je prosvjed podrške ratifikaciji Istanbulske konvencije. Prosvjed je održan pod nazivom "STOP fundamentalističkom nasilju nad ženama".
Tim je povodom u prosincu 2017. godine Znanstveno vijeće za obrazovanje i školstvo Hrvatske akademije znanosti i umjetnosti izdalo Izjavu, u kojoj se iznosi za Konvenciju da je "glavni je cilj toga dokumenta zaštita žena i obitelji od nasilja, što nikome dobronamjernome ne može biti sporno. No, isto je tako razvidno da se dijelovi Konvencije temelje na rodnoj ideologiji, što za odgojno-obrazovni sustav Republike Hrvatske smatramo neprihvatljivim jer u nj ne treba unositi zasade bilo kakve partikularne ideologije, pa ni rodne." Izjava je promptno i žestoko osuđena od strane, feminističkih, LGBT i ljevičarskih skupina, a HAZU se očitovao da mišljenje jednog Znanstvenog vijeća HAZU ne predstavlja službeno mišljenje čitave HAZU, jer se o njemu nije glasalo na razini čitave institucije.
Protivljenje ratifikaciji Istanbulske konvencije jasno su izrazile i parlamentarne stranke Neovisni za Hrvatsku i Hrast, a većina članova Mosta nezavisnih lista glasat će protiv ratifikacije. Predsjednik Mosta nezavisnih lista Božo Petrov u intervju za Jutarnji list kazao je kako se pita je li Istanbulska konvencija borba protiv nasilja ili borba za neke druge ideološke stvari te da bi Hrvatska trebala krenuti u izmjene zakona i osiguranje većih sredstava za borbu protiv nasilja nad ženama bez prihvaćanja navedenog dokumenta Vijeća Europe.
Početkom 2018. godine, vlasti Bugarske i Slovačke su izričito odbile ratificirati Istanbulsku konvenciju, zbog protivljenja definiranju "roda" u javnosti tih zemalja. Bugarske udruge za ljudska prava zatim su oštro kritizirale Vladu zbog takvog poteza, a Bugarski helsinški odbor izjavio je da su "Bugarske službe pokazale potpuni nemar prema sustavnim napadima na žene".

### Javno mnijenje
Agencija Ipsos je u ime Vlade Republike Hrvatske provela anketu o javnom mnijenju građana Republike Hrvatske o Istanbulskoj konvenciji. Anketa je provedena na reprezentativnom uzorku od 604 punoljetna građana RH. Prema rezultatima ankete, 31,9% anketiranih u potpunosti podržava, a 34,1% uglavnom podržava Konvenciju. Nasuprot tome, 12,4% anketiranih uopće ju ne podržava, a 10,4% ju uglavnom ne podržava. Ukupno gledano, 66% ispitanika podržava Konvenciju, dok 22,8% ju ne podržava. Njih 11,1% nije sigurno. Nadalje, anketa je istražila i razinu informiranosti građana o Konvenciji. Prema rezultatima, 12,2% odgovorilo je da zna jako puno, 48,6% ih zna osnovne informacije, 35,8% je čulo za Konvenciju, a 3,3% nije čulo za nju ili ne zna o čemu se radi.
Agencija 2X1 komunikacije provela je telefonsku anketu na 1400 ispitanika na temu Istanbulske konvencije. Prilikom anketiranja ispitanici su odgovarali i na pitanje koju stranku podupiru. Na pitanje “Podupirete li Istanbulsku konvenciju?”, 58,07% ispitanika je odgovorilo da ne podupire, a 41,93% odgovorilo je pozitivno tj. da podupire ratifikaciju Konvencije. 
- Anketirani ispitanici koji su simpatizeri HDZ-a odredili su su se u omjeru 38,93% za, a 61,07 % protiv ratifikacije IK.
- SDP-ovi simpatizeri su 59,85% za, a 40,16% protiv.
- Most-ovi glasači su 42,42% za i 57,58% protiv.
- Među simpatizerima Živog zida 59,18 % je za, a 40,82% protiv.

Jedina stranka sa značajnijim postotkom čiji su simpatizeri apsolutno protiv ratifikacije Istanbulske konvencije je stranka Neovisni za Hrvatsku.

## Implementacija Konvencije

### Turska
U Turskoj se, prvoj zemlji koja je ratificirala Konvenciju (2012.), i u godinama poslije ratifikacije Konvencije broj ubojstava žena iz časti povećava, što je trend primjetan još od 2011. godine. Broj žrtava nasilja se povećao sa 125 u 2011. godini na 286 u 2014. godini, dok je u prvih šest mjeseci 2015. godine ubijeno 160 žena. Sljedećih godina rast ubojstava se nastavio, pa su tako u prvom dijelu 2017. ubijene 244 žene. Prema navodima turskih organizacija za sprečavanje nasilja na ženama, porast broja žrtava nasilja rezultat je loše implementacije Konvencije u zakonodavni sustav, kao i politička nemotiviranost za boljom implementacijom. Ipak, ta se tvrdnja ne može primijeniti na slučaj 18-godišnje žene G.A., koju je muž ubio izbovši ju nožem 32 puta, jer je počinitelj isprva uhićen, ali nakon tri mjeseca pušten na slobodu.

Leyla Kaya, povjerenicu za prava žena Udruženja za ljudska prava (IHD) kritizirala je nedjelotvornost mehanizama koje propisuje Konvencija:
»Zabranjuju nam da prisustvujemo suđenjima jer ne žele da se uvjerimo u činjenicu da Vlada nema pravi mehanizam da zaustavi nasilje nad ženama”. “Kao Asocijacija tražimo najstrože kazne u takvim slučajevima. I što dobijemo? Ubojice jednostavno odšetaju, bez ikakve kazne. Oni su doslovno među nama. Kakvu budućnost očekivati u takvim uvjetima?«
CNN Turska je objavio, pozivajući se na službene izvore, da je od 2010. do 2017. ubijeno 1.915 žena, od čega gotovo dvije trećine od supruga ili partnera, daljih 213 od očeva, sinova, ili braće, a još 114 od drugih muških rođaka. Najmanje 395 ih je ubijeno jer su pokrenule razvod. Uz to, 40% Turkinja izjasnilo se da je barem jednom u životu dobila batine od supruga, partnera, brata ili oca.

## Vezani članci
- Međunarodni instrumenti za zaštitu ljudskih prava

## Vanjske poveznice
- Službene stranice Konvencije
- Radin, Helena Štimac (ur.) Konvencija Vijeća Europe o sprečavanju i borbi protiv nasilja nad ženama i nasilja u obitelji i Pojašnjavajuće izvješće (neslužbeni prijevod) Ured za ravnopravnost spolova Vlade Republike Hrvatske, Biblioteka Ona, Zagreb, 2014.

- Nacrt Prijedloga Zakona o potvrđivanju Konvencije Vijeća Europe o sprječavanju i borbi protiv nasilja nad ženama i nasilja u obitelji (s obrazloženjem)  Arhivirana inačica izvorne stranice od 30. prosinca 2017. (Wayback Machine), srpanj 2017. god., na stranicama e-savjetovanja Vlade RH

- Council of Europe, Treaty Office, Chart of signatures and ratifications of Treaty 210 (engl.) pristupljeno 16. veljače 2018.